# Gemtuzumab ozogamycyny
Gemtuzumab ozogamycyny — lek cytostatyczny, stosowany dawniej w leczeniu ostrej białaczki szpikowej u pacjentów z dodatnimi wynikami badań w kierunku receptorów CD33, u których wystąpił nawrót choroby po wcześniejszym kursie leczenia oraz którzy nie kwalifikowali się do innych typów intensywnej chemioterapii. W dniu 18 października 2000 został oznaczony jako sierocy produkt leczniczy do leczenia ostrej białaczki szpikowej.

## Mechanizm działania
Gemtuzumab ozogamycyny jest substancją cytotoksyczną, która jest połączona z przeciwciałem monoklonalnym. Część substancji czynnej będąca przeciwciałem monoklonalnym (gemtuzumab) została zaprojektowana w taki sposób, aby wiązała się z CD33 – antygenem występującym na powierzchni komórek ostrej białaczki szpikowej u około 80% pacjentów. Gdy przeciwciało przyłącza się do CD33, komórka wchłania to przeciwciało wraz z przyłączoną do niego substancją cytotoksyczną. Wewnątrz komórki uwalniana jest substancja cytotoksyczna o nazwie kalicheamycyna. Następnie kalicheamicyna niszczy DNA komórek białaczkowych, co ostatecznie prowadzi do ich zniszczenia.

## Działania niepożądane
- ciężka i długotrwała supresja szpiku
- spadek liczby leukocytów i trombocytów
- problemy dotyczące wątroby
- działania niepożądane związane z wlewem dożylnym jak dreszcze, gorączka i spadek ciśnienia tętniczego[2]

## Wycofanie z rynku
20 września 2007 Komitet ds. Produktów Leczniczych Stosowanych u Ludzi (CHMP) przy Unii Europejskiej wydał negatywną opinię, zalecając odmowę dopuszczenia do obrotu gemtuzumabu przeznaczonego do leczenia ostrej białaczki szpikowej.  Wnioskodawca zwrócił się o ponowne rozpatrzenie opinii. CHMP uczynił to i 24 stycznia 2008 potwierdził zalecenie odmowy dopuszczenia do obrotu.
21 czerwca 2010 ze względu na rosnące obawy co do profilu bezpieczeństwa i nieudowodnioną skuteczność gemtuzumab został wycofany z rynku przez firmę Pfizer. Zgodnie z dokumentem Europejskiej Agencji Leków (EMA – ang. European Medicines Agency) z 2018 r. produkt jest aktualnie dopuszczony do obrotu na terenie Unii Europejskiej. Podstawą decyzji był fakt wykazania, że gemtuzumab ozogamycyny (produkt leczniczy Mylotarg) podawany w skojarzeniu z daunorubicyną i cytarabiną, wydłuża czas przeżycia pacjentów bez nawrotu choroby nowotworowej nawet o 8 miesięcy. Działania niepożądane związane z lekiem (mimo że niektóre z nich mogą być poważne) uznano za akceptowalne wobec ciężkości stanu pacjenta. Gemtuzumab ozogamycyny (produkt leczniczy Mylotarg) jest aktualnie wskazany do stosowania w skojarzeniu z daunorubicyną (DNR) i cytarabiną (AraC) w leczeniu pacjentów w wieku 15 lat i starszych z wcześniej nieleczoną ostrą białaczką szpikową z ekspresją antygenu CD-33 (AML, ang. acute myeloid leukaemia) de novo, z wyjątkiem ostrej białaczki promielocytowej (APL, ang. acute promyelocytic leukaemia).